# Praseodym
Praseodym är ett metalliskt grundämne som tillhör lantanoiderna och de sällsynta jordartsmetallerna.

## Historia
År 1841 isolerades en jordart (metalloxid) kallad didymia av svensken Carl Gustaf Mosander. Österrikaren Carl Auer von Welsbach kunde 1885 separera ämnet i två oxider, neodyma och praseodyma, genom upprepad fraktionerad kristallisation av didymnitrat. Praseodymmetall framställades 1904 av Muthmann och Weis genom elektrolys av smält praseodymklorid. Namnet kommer av grekiska praso, purjolök, och didymos, tvilling och syftar på praseodymsalternas gröna färg.

## Egenskaper
Praseodym är en silvervit mjuk metall som i luft snabbt täcks av ett grönt oxidskikt. Den saknar känd biologisk roll, men varken metallen eller dess salter är giftiga.

## Förekomst och framställning
Praseodym förekommer i jordskorpan med ca 5–9 ppm i olika lantanoidmineraler. Den isoleras genom jonbyteskromatografi, vätske-vätske-kromatografi eller fraktionerad kristallisering. Metallen kan framställas genom reduktion av vattenfri praseodymklorid eller -fluorid med kalcium.
I naturen förekommer den ofta tillsammans med cerium, bland annat i monazit och bastnäsit.

## Användning
Praseodym ingår i vissa legeringar med användning inom flygmotorer. Den används även i båglampor för filmindustrin och i projektorer.